# Gharibjanyan
Gharibjanyan (in armeno Ղարիբջանյան?) è un comune di 953 abitanti (2001) della Provincia di Shirak in Armenia.